# زارعان (خوی)
زروان، روستایی است از توابع بخش ایواوغلی و در شهرستان خوی استان آذربایجان غربی ایران.

## جمعیت
این روستا در دهستان ولدیان قرار داشته و بر اساس سرشماری سال ۱۳۸۵ جمعیت آن ۸۰۴ نفر (۲۰۰ خانوار)
بوده‌است.